# Élections à Auvilliers-en-Gâtinais
Cette page recense les résultats de l'ensemble des votes, élections et référendums ayant eu lieu dans la commune d'Auvilliers-en-Gâtinais (Loiret) depuis 2000.

## Élections municipales
Les élections municipales de 2008 ont lieu le 9 et le 16 mars 2008. Pour la commune d'Auvilliers-en-Gâtinais, les conseillers munIcipaux sont élus selon le mode de scrutin majoritaire. Compte tenu du nombre d'habitants dans la commune lors du dernier recensement, le conseil municipal est composé de 11 membres conformément au Code général des collectivités territoriales. À l'issue des élections qui se déroulent en un seul tour et dont les résultats figurent ci-après, Annie Pivoteau est élu maire.
|                                           | Voix     | %       | Sièges |
| ----------------------------------------- | -------- | ------- | ------ |
| Total exprimés                            | 222      | 76,82 % | 11     |
| Total votants : exprimés + blancs ou nuls | 229 (7)  | 79,24 % |        |
| Total inscrits : votants + abstentions    | 289 (60) | 100 %   |        |

## Élections cantonales
L'élection des conseillers généraux a lieu au scrutin uninominal majoritaire à deux tours, la moitié des sièges dans chaque département étant renouvelée tous les trois ans. Le département du Loiret comprend 41 cantons. La commune d'Auvilliers-en-Gâtinais est sur le territoire du canton de Bellegarde.

### 2008
Les élections cantonales de 2008 ont lieu les 9 et 16 mars 2008.
Albert Février (UMP) est élu conseiller général au 1er tour avec 68,69 % des suffrages exprimés sur le canton et 71,76 % sur la commune. Il devance Marie-Rose Viprey (Front national) qui obtient 13,43 % sur la commune et 11,31 % sur le canton. Le taux de participation est de 78,55 % sur la commune et de 69,31 % sur le canton.

## Élections régionales
Les élections régionales renouvellent les 25 conseils régionaux de Métropole et d'outre-mer ainsi que l'Assemblée de Corse. Les conseillers régionaux sont élus dans chaque région au scrutin de liste à deux tours sans adjonction ni suppression de noms et sans modification de l'ordre de présentation. Dans la région Centre, 77 sièges sont à pourvoir. 

### 2010
Les élections régionales de 2010 ont lieu les 14 et 21 mars. Les résultats pour la commune sont les suivants :
|  | Tendance                | Tête de liste    | Liste                                             | Commune | Région  | Sièges |
|  | ----------------------- | ---------------- | ------------------------------------------------- | ------- | ------- | ------ |
|  | Majorité présidentielle | Hervé Novelli    | Il faut changer pour mieux vivre en région Centre | 46,81 % | 36,46 % | 21     |
|  | Union de la gauche      | François Bonneau | Ensemble pour la région Centre                    | 27,66 % | 50 %    | 49     |
|  | FN                      | Philippe Loiseau | Les Français d'abord                              | 25,53 % | 13,54 % | 7      |

### 2004
Les élections régionales de 2004 ont lieu les 21 et 28 mars.Les résultats pour la commune sont les suivants :
|  | Tendance                         | Tête de liste | Liste                                                                                            | Commune | Région  | Sièges |
|  | -------------------------------- | ------------- | ------------------------------------------------------------------------------------------------ | ------- | ------- | ------ |
|  | UMP - MPF                        | Serge Vinçon  | La nouvelle équipe du Centre                                                                     | 50,79 % | 34,39 % | 20     |
|  | PS - PCF - Les Verts - PRG - MRC | Michel Sapin  | L'union à gauche                                                                                 | 25,4 %  | 49,15 % | 48     |
|  | FN                               | Jean Verdon   | Front national pour la région Centre présentée par Jean-Marie Le Pen et conduite par Jean Verdon | 23,81 % | 16,46 % | 9      |

## Élections législatives

### 2012
Les élections législatives de 2012 se déroulent sur deux tours de scrutin les 10 et 17 juin, dans la continuité de l'élection présidentielle qui s'est tenue les 22 avril et 6 mai 2012, selon un mode de scrutin uninominal majoritaire à deux tours. Un redécoupage des circonscriptions législatives est réalisé en 2010 pour tenir compte de l'évolution de la démographie française et pour répondre à une demande du Conseil constitutionnel. Le nombre total de députés, 577, désormais inscrit dans la Constitution depuis la réforme de la constitution française de juillet 2008, reste inchangé, mais certains départements voient le nombre de circonscriptions et leur composition modifiés. Le département du Loiret voit ainsi leur nombre passer de 5 à 6.

La commune n'est pas concernée par le redécoupage et reste rattachée à la 5e circonscription.
- 5e circonscription : 66,08 % pour Marianne Dubois (UMP, élue au 2e tour avec 53,82 % des suffrages exprimés[20]), 33,92 % pour Carole Canette (PS), 60,55 % de participation[21].

### 2007
Les élections législatives de 2007 se déroulent sur deux tours de scrutin les 10 et 17 juin. Le découpage électoral est le même que celui des élections de 2002. Sans surprise, la majorité sortante UMP est reconduite, quelques semaines après l'élection de Nicolas Sarkozy à la présidence de la République, avec toutefois un nombre de sièges réduit par rapport aux précédentes élections. Dans la 5e circonscription du département du Loiret, dont dépend la commune d'Auvilliers-en-Gâtinais, Jean-Paul Charié est élu au 2e tour avec 58,91% des suffrages. Les résultats pour la commune sont les suivants :
- 5e circonscription : 78,53 % pour Jean-Paul Charié (UMP, élu au 2e tour avec 58,91 % des suffrages exprimés[23]), 21,47 % pour Carole Canette (PS), 42,29 % de participation[24].

### 2002
Les élections législatives de 2002 des députés de la XIIe législature ont lieu les 9 et 16 juin 2002, dans la foulée de l'élection présidentielle de 2002 qui a vu la réélection de Jacques Chirac. La droite parlementaire sort largement vainqueur de ces élections, marquées par un nouveau record d'abstention (39%). Les députés sont élus au scrutin uninominal majoritaire à deux tours dans 577 circonscriptions, le département du Loiret en comportant cinq. La commune d'Auvilliers-en-Gâtinais est sur le territoire de la 5e circonscription qui voit la victoire de Jean-Paul Charié (Union pour la Majorité présidentielle, élu au 2e tour avec 63,74 % des suffrages exprimés). Les résultats au niveau de la commune sont les suivants :
- 5e circonscription : 84,97 % pour Jean-Paul Charié (Union pour la Majorité présidentielle, élu au 2e tour avec 63,74 % des suffrages exprimés[26]), 15,03 % pour Marie-Thérèse Bonneau (PS), 63,51 % de participation[27].

## Élections présidentielles

### 2017
Le premier tour de l'élection présidentielle de 2017 voit s'affronter onze candidats. Emmanuel Macron arrive en tête devant Marine Le Pen et tous deux se qualifient pour le second tour. Néanmoins, avec François Fillon et Jean-Luc Mélenchon, les scores des quatre candidats ayant recueilli le plus de voix sont serrés (4,43 points entre le 1er et le 4e). Pour la première fois, aucun des candidats des deux partis politiques pourvoyeurs jusque-là des présidents de la Ve République, n'est présent au second tour. Celui-ci se tient le dimanche 7 mai et se solde par la victoire d'Emmanuel Macron, avec un total de 20 753 798 bulletins de vote en sa faveur, soit 66,10 % des suffrages exprimés, face à la candidate du Front national, qui recueille 33,90 %. Le scrutin est néanmoins marqué par une forte abstention et par un record de votes blancs ou nuls. 
À Auvilliers-en-Gâtinais, François Fillon arrive en tête du premier tour avec 37,02 % des exprimés, suivie de Marine Le Pen avec 26,44 %, Emmanuel Macron avec 14,9 %,  Jean-Luc Mélenchon avec 12,5 % et Nicolas Dupont-Aignan avec 2,4 %. Au second tour, les électeurs ont voté à 57,06 % pour Emmanuel Macron contre 42,94 % pour Marine Le Pen avec un taux d’abstention de 19,53 % des inscrits.
|                                     | Parti | Nom                   | Premier tour | Premier tour | Premier tour | Second tour | Second tour | Second tour |
| Voix                                | Parti | Nom                   | %            | %            | Voix         | %           | %           |             |
| Voix                                | Parti | Nom                   | Inscrits     | Exprimés     | Voix         | Inscrits    | Exprimés    |             |
| ----------------------------------- | ----- | --------------------- | ------------ | ------------ | ------------ | ----------- | ----------- | ----------- |
|                                     | LR    | François Fillon       | 77           | 30,08 %      | 37,02 %      |             |             |             |
|                                     | FN    | Marine Le Pen         | 55           | 21,48 %      | 26,44 %      | 76          | 29,69 %     | 42,94 %     |
|                                     | EM    | Emmanuel Macron       | 31           | 12,11 %      | 14,9 %       | 101         | 39,45 %     | 57,06 %     |
|                                     | LFi   | Jean-Luc Mélenchon    | 26           | 10,16 %      | 12,5 %       |             |             |             |
|                                     | DlF   | Nicolas Dupont-Aignan | 5            | 1,95 %       | 2,4 %        |             |             |             |
|                                     | PS    | Benoît Hamon          | 5            | 1,95 %       | 2,4 %        |             |             |             |
|                                     | UPR   | François Asselineau   | 4            | 1,56 %       | 1,92 %       |             |             |             |
|                                     | NPA   | Philippe Poutou       | 2            | 0,78 %       | 0,96 %       |             |             |             |
|                                     | RES   | Jean Lassalle         | 2            | 0,78 %       | 0,96 %       |             |             |             |
|                                     | LO    | Nathalie Arthaud      | 1            | 0,39 %       | 0,48 %       |             |             |             |
|                                     | SeP   | Jacques Cheminade     | 0            | 0 %          | 0 %          |             |             |             |
|                                     |       |                       |              |              |              |             |             |             |
|                                     |       |                       | Nombre       | % inscrits   | % votants    | Nombre      | % inscrits  | % votants   |
| Inscrits (votants + abstentions)    | 256   |                       |              | 256          |              |             |             |             |
| Abstentions                         | 42    | 16,41 %               |              | 50           | 19,53 %      |             |             |             |
| Votants (exprimés + blancs ou nuls) | 214   | 83,59 %               |              | 206          | 80,47 %      |             |             |             |
| Blancs ou nuls                      | 6     | 2,34 %                | 2,8 %        | 29           | 11,33 %      | 14,08 %     |             |             |
| Exprimés                            | 208   | 81,25 %               | 97,2 %       | 177          | 69,14 %      | 85,92 %     |             |             |

### 2012
Le premier tour de l'élection présidentielle de 2012 voit s'affronter dix candidats. François Hollande, candidat du Parti socialiste, et Nicolas Sarkozy, président sortant et candidat de l'UMP, se qualifient pour le second tour, avec respectivement 28,63 % et 27,18 % des suffrages exprimés. Parmi les candidats éliminés, Marine Le Pen (17,90 %), Jean-Luc Mélenchon (11,10 %) et François Bayrou (9,13 %) obtiennent des scores significatifs. À l'issue du second tour, deux semaines plus tard, François Hollande est élu président de la République avec 51,64 % des suffrages exprimés, contre 48,36 % à son adversaire.
À Auvilliers-en-Gâtinais, Nicolas Sarkozy arrive en tête du premier tour avec 43,5 %, suivi de Marine Le Pen avec 23,98 % et enfin de François Hollande avec 11,79 %. Viennent ensuite François Bayrou avec 9,76 %, puis Jean-Luc Mélenchon avec 6,5 %, aucun autre candidat ne dépassant le seuil des 5 %. Au second tour, les électeurs ont voté à 33,05 % pour François Hollande contre 66,95 % pour Nicolas Sarkozy avec un taux d’abstention de 87,8 %.
|                                           | Parti    | Nom                   | Premier tour | Premier tour | Premier tour | Second tour | Second tour | Second tour |
| Voix                                      | Parti    | Nom                   | %            | %            | Voix         | %           | %           |             |
| Voix                                      | Parti    | Nom                   | Exprimés     | Inscrits     | Voix         | Exprimés    | Inscrits    |             |
| ----------------------------------------- | -------- | --------------------- | ------------ | ------------ | ------------ | ----------- | ----------- | ----------- |
|                                           | UMP-NC   | Nicolas Sarkozy       | 107          | 43,5 %       | 37,28 %      | 156         | 66,95 %     | 54,36       |
|                                           | FN       | Marine Le Pen         | 59           | 23,98 %      | 20,55 %      |             |             |             |
|                                           | PS-PRG   | François Hollande     | 29           | 11,79 %      | 10,9 %       | 77          | 33,05 %     | 26,83       |
|                                           | MoDem    | François Bayrou       | 24           | 9,76 %       | 8,35 %       |             |             |             |
|                                           | FG-PCF   | Jean-Luc Mélenchon    | 16           | 6,5 %        | 5,57 %       |             |             |             |
|                                           | EELV     | Eva Joly              | 5            | 2,03 %       | 1,74 %       |             |             |             |
|                                           | NPA      | Philippe Poutou       | 3            | 1,22 %       | 1,5 %        |             |             |             |
|                                           | DLR      | Nicolas Dupont-Aignan | 2            | 0,81 %       | 0,70 %       |             |             |             |
|                                           | LO       | Nathalie Arthaud      | 1            | 0,41 %       | 0,35 %       |             |             |             |
|                                           | SP       | Jacques Cheminade     | 0            | 0 %          | 0,0 %        |             |             |             |
|                                           |          | Total exprimés        | 246          | -            | 85,71 %      | 233         | -           | 81,18 %     |
| Total votants : exprimés + blancs ou nuls | 252 (6)  | -                     | 87,8 %       | 252 (19)     | -            | 87,8 %      |             |             |
| Total inscrits : votants + abstentions    | 287 (35) | -                     | 100 %        | 287 (35)     | -            | 100 %       |             |             |

### 2007
Le premier tour de l'élection présidentielle de 2007 a été marqué par une participation exceptionnelle avec un score de 83,97 % des inscrits. Ce taux est comparable à celui du premier tour de l'élection présidentielle de 1965 qui était de 84,7 % et celle de 1974 qui était de 84,2 %. Nicolas Sarkozy (31,18 %) et Ségolène Royal (25,87 %) arrivent en tête pour le premier tour de l'élection devant François Bayrou (18,57 %) et Jean-Marie Le Pen (10,44 %). Au second tour, Nicolas Sarkozy est élu Président de la République française, avec 53,06 % des suffrages, contre Ségolène Royal avec 46,94 %. 
À Auvilliers-en-Gâtinais Nicolas Sarkozy est arrivé en tête au premier tour avec 44,06 %, suivi de François Bayrou avec 20,69 %, Jean-Marie Le Pen avec 13,41 % et enfin Ségolène Royal avec 9,2 %, aucun autre candidat ne dépassant le seuil des 5 %. Au second tour, les électeurs ont voté à 79,03 % pour Nicolas Sarkozy contre 20,97 % pour Ségolène Royal avec un taux d’abstention de 13,31 %.
|                                           | Parti          | Nom                  | Premier tour | Premier tour | Premier tour | Second tour | Second tour | Second tour |
| Voix                                      | Parti          | Nom                  | %            | %            | Voix         | %           | %           |             |
| Voix                                      | Parti          | Nom                  | Exprimés     | Inscrits     | Voix         | Exprimés    | Inscrits    |             |
| ----------------------------------------- | -------------- | -------------------- | ------------ | ------------ | ------------ | ----------- | ----------- | ----------- |
|                                           | UMP            | Nicolas Sarkozy      | 115          | 44,06 %      | 39,25 %      | 196         | 79,03 %     | 66,89       |
|                                           | MoDem          | François Bayrou      | 54           | 20,69 %      | 18,94 %      |             |             |             |
|                                           | FN             | Jean-Marie Le Pen    | 35           | 13,41 %      | 12,27 %      |             |             |             |
|                                           | PS             | Ségolène Royal       | 24           | 9,2 %        | 8,42 %       | 52          | 20,97 %     | 17,75       |
|                                           | LCR            | Olivier Besancenot   | 9            | 3,45 %       | 3,16 %       |             |             |             |
|                                           | MPF            | Philippe de Villiers | 8            | 3,07 %       | 2,81 %       |             |             |             |
|                                           | Verts          | Dominique Voynet     | 5            | 1,92 %       | 1,75 %       |             |             |             |
|                                           | Sans étiquette | José Bové            | 4            | 1,53 %       | 1,40 %       |             |             |             |
|                                           | CPNT           | Frédéric Nihous      | 4            | 1,53 %       | 1,40 %       |             |             |             |
|                                           | LO             | Arlette Laguiller    | 2            | 0,77 %       | 0,70 %       |             |             |             |
|                                           | PCF            | Marie-George Buffet  | 1            | 0,38 %       | 0,35 %       |             |             |             |
|                                           | PT             | Gérard Schivardi     | 0            | 0 %          | 0,0 %        |             |             |             |
|                                           |                | Total exprimés       | 261          | -            | 89,08 %      | 248         | -           | 84,64 %     |
| Total votants : exprimés + blancs ou nuls | 262 (1)        | -                    | 89,42 %      | 254 (6)      | -            | 86,69 %     |             |             |
| Total inscrits : votants + abstentions    | 293 (31)       | -                    | 100 %        | 293 (39)     | -            | 100 %       |             |             |

### 2002
Le 21 avril 2002 est inédit dans la vie politique française, puisqu'un représentant d'un parti classé à l'extrême droite de l'échiquier politique a réussi à se qualifier pour le second tour d'une élection présidentielle. Jacques Chirac est réélu président de la république avec le plus fort score depuis la création de la Cinquième République : 82,21 % ; Jean-Marie Le Pen obtient 17,79 % des suffrages exprimés.
 À Auvilliers-en-Gâtinais, Jacques Chirac arrive en tête au premier tour avec 28,9 %, suivi de Jean-Marie Le Pen avec 17,89 %. Viennent ensuite Jean Saint-Josse avec 13,3 %, François Bayrou avec 7,34 %, puis Alain Madelin avec 5,96 % et Lionel Jospin avec 5,5 %, aucun autre candidat ne dépassant le seuil des 5 %. Au second tour, les électeurs ont voté à 72,29 % pour Jacques Chirac contre 27,71 % pour Jean-Marie Le Pen avec un taux d’abstention de 14,74 %, résultat inférieur aux tendances nationales.
|                                           | Parti    | Nom                     | Premier tour | Premier tour | Premier tour | Second tour | Second tour | Second tour |
| Voix                                      | Parti    | Nom                     | %            | %            | Voix         | %           | %           |             |
| Voix                                      | Parti    | Nom                     | Exprimés     | Inscrits     | Voix         | Exprimés    | Inscrits    |             |
| ----------------------------------------- | -------- | ----------------------- | ------------ | ------------ | ------------ | ----------- | ----------- | ----------- |
|                                           | UMP      | Jacques Chirac          | 63           | 28,9 %       | 22,10 %      | 167         | 72,29 %     | 58,6        |
|                                           | FN       | Jean-Marie Le Pen       | 39           | 17,89 %      | 13,68 %      | 64          | 27,71 %     | 22,46       |
|                                           | CPNT     | Jean Saint-Josse        | 29           | 13,3 %       | 10,18 %      |             |             |             |
|                                           | MoDem    | François Bayrou         | 16           | 7,34 %       | 5,61 %       |             |             |             |
|                                           | DL       | Alain Madelin           | 13           | 5,96 %       | 4,56 %       |             |             |             |
|                                           | PS       | Lionel Jospin           | 12           | 5,5 %        | 4,21 %       |             |             |             |
|                                           | LO       | Arlette Laguiller       | 10           | 4,59 %       | 3,51 %       |             |             |             |
|                                           | MNR      | Bruno Mégret            | 8            | 3,67 %       | 2,81 %       |             |             |             |
|                                           | LCR      | Olivier Besancenot      | 8            | 3,67 %       | 2,81 %       |             |             |             |
|                                           | MRC      | Jean-Pierre Chevènement | 7            | 3,21 %       | 2,46 %       |             |             |             |
|                                           | Verts    | Noël Mamère             | 4            | 1,83 %       | 1,40 %       |             |             |             |
|                                           | Cap21    | Corinne Lepage          | 3            | 1,38 %       | 1,5 %        |             |             |             |
|                                           | PCF      | Robert Hue              | 3            | 1,38 %       | 1,5 %        |             |             |             |
|                                           | PRG      | Christiane Taubira      | 2            | 0,92 %       | 0,70 %       |             |             |             |
|                                           | FRS      | Christine Boutin        | 1            | 0,46 %       | 0,35 %       |             |             |             |
|                                           | PT       | Daniel Gluckstein       | 0            | 0 %          | 0,0 %        |             |             |             |
|                                           |          | Total exprimés          | 218          | -            | 76,49 %      | 231         | -           | 81,05 %     |
| Total votants : exprimés + blancs ou nuls | 226 (8)  | -                       | 79,3 %       | 243 (12)     | -            | 85,26 %     |             |             |
| Total inscrits : votants + abstentions    | 285 (59) | -                       | 100 %        | 285 (42)     | -            | 100 %       |             |             |

## Référendums
Le référendum sur le quinquennat présidentiel, visant à réduire la durée du mandat présidentiel de sept à cinq ans, a lieu le 24 septembre 2000. La question posée est : « Approuvez-vous le projet de loi constitutionnelle fixant la durée du mandat du président de la République à cinq ans ? » Les électeurs votent « oui » à une large majorité (73,21 % des suffrages exprimés), dans un contexte de forte abstention (69,81 %). Localement, les votes sont respectivement de 53,95 % pour le "oui" et de 46,05 % pour le "non".
Le référendum français sur le traité établissant une Constitution pour l'Europe a eu lieu le 29 mai 2005. À la question « Approuvez-vous le projet de loi qui autorise la ratification du traité établissant une Constitution pour l'Europe ? », le « non » recueille 54,68 % des suffrages exprimés. Ce troisième référendum français sur un traité européen (après ceux de 1972 et 1992) est le premier à être rejeté. Localement les électeurs de la commune votent à 41,31 % pour le "oui" et à 58,69 % pour le "non".
| Référendums. | Référendums.      | Référendums.      | Référendums.      | Référendums.      | Référendums.      | Référendums.      | Référendums.  |
| Année        | Oui (national)    | Oui (national)    | Oui (national)    | Non (national)    | Non (national)    | Non (national)    | Participation |
| ------------ | ----------------- | ----------------- | ----------------- | ----------------- | ----------------- | ----------------- | ------------- |
| 2000         | 53,95 % (73,21 %) | 53,95 % (73,21 %) | 53,95 % (73,21 %) | 46,05 % (26,79 %) | 46,05 % (26,79 %) | 46,05 % (26,79 %) | 32,61 %       |
| 2005         | 41,31 % (45,33 %) | 41,31 % (45,33 %) | 41,31 % (45,33 %) | 58,69 % (54,67 %) | 58,69 % (54,67 %) | 58,69 % (54,67 %) | 73,74 %       |